# Protonotário
Protonotário (em grego: πρωτονοτάριος; romaniz.: protonotários; "primeiro escriba") foi o ofício e título do chefe do colégio de gravadores do Império Bizantino. O ofício de protonotário, também primicério ou proedro do notários, existiu na administração do Império Bizantino Médio (séculos VII-XI) como chefe do colégio dos notários em vários departamentos administrativos. Havia protonotários dos notários imperiais (secretários da corte), dos vários secretos (sekreta) ou logotésios (logothesia), bem como para cada tema ou província. O último apareceu no início do século IX e funcionou como o chefe dos oficiais civis da província, diretamente abaixo do estratego.
Eles foram responsáveis principalmente por assuntos administrativos e fiscais (caracteristicamente, pertenciam ao ministério financeiro de sacélio [Sakellion]), e foram também responsáveis pelo abastecimento dos exércitos temáticos. O ofício desapareceu após os séculos XI-XII, juntamente com os temas e logotésios, embora existam vestígios de um único protonotário como secretário-chefe do imperador até o período paleólogo.